# Kościół Chrystusa Króla Wszechświata w Pabianicach
Kościół Chrystusa Króla Wszechświata w Pabianicach – rzymskokatolicki kościół parafialny należący do parafii pod tym samym wezwaniem (dekanat pabianicki archidiecezji łódzkiej).
Budowa świątyni rozpoczęła się w dniu 1 września 1996 roku, natomiast zakończona została w dniu 20 czerwca 2005 roku. Budowla jest trzynawowa z sześcioma bocznymi kapliczkami (umieszczone są po 3 z każdej strony). Poświęcona została w dniu 20 czerwca 2005 roku przez arcybiskupa Władysława Ziółka. Obecnie wnętrze świątyni jest w trakcie wyposażania.
Do wyposażenia świątyni należą: ołtarze, organy elektryczne, Droga Krzyżowa.